# Przecówki

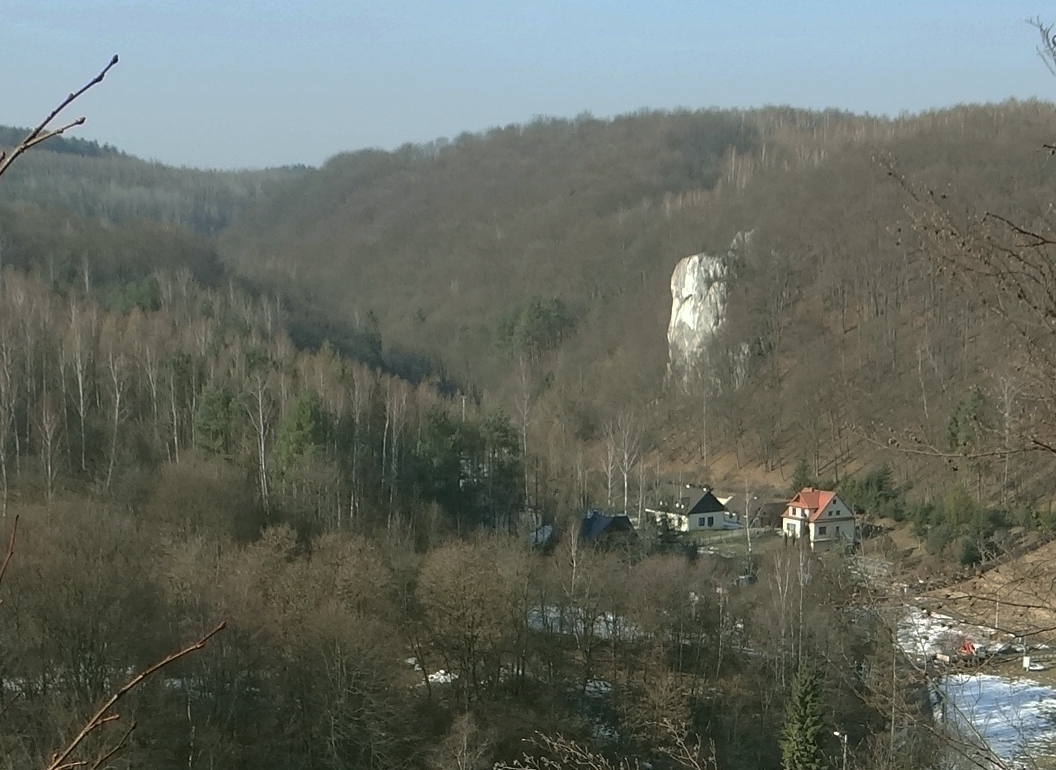
Wąwóz Przecówki i Brandysowa

Przecówki – wąwóz będący prawym odgałęzieniem Doliny Będkowskiej na Wyżynie Olkuskiej. Opada z zachodniego krańca zabudowanego obszaru miejscowości Łazy, początkowo w kierunku południowym, potem południowo-wschodnim i na wysokości około 322 m naprzeciwko skały Sokolica uchodzi do Doliny Będkowskiej.
Przecówki są całkowicie porośnięte lasem. Według mapy Geoportalu (wersja raster) widać jednak, że dawniej w prawych, łagodniejszych zboczach Przecówek, oraz na dnie wąwozu były obszary bezleśne. Zbocza lewe są bardziej strome. Jest w nich kilka wybitnych wapiennych skał: Brandysowa, Skała nad Polaną, Ambona i Sarnia Skała. Są udostępnione do wspinaczki skalnej. Wąwóz jest niezabudowany, natomiast przy wylocie znajdują się dwa domy. Dnem wąwozu biegnie droga leśna. Jest to wąwóz suchy, brak w nim stałego potoku.
Przecówki mają jedno, orograficznie prawe odgałęzienie – odchodzący na południowy zachód niewielki wąwóz zaraz powyżej wylotu Przecówek. Biegnie nim znakowany szlak turystyczny do Doliny Szklarki.
W Przecówkach znajdują się dwie niewielkie jaskinie o nazwie Okap w Przecówce i Rura w Przecówce.